# Mathias Andersen Fersleff
Mathias Andersen Fersleff (auch Matthias Andreas Fersleff; * um 1697 in Bergen; † 18. März 1763 in Helsingør) war ein norwegisch-dänischer Kaufmann und Politiker.

## Leben

### Jugend und Ausbildung
Mathias Fersleff wurde wohl um 1697 in Bergen geboren (anderen Quellen zufolge wurde er 1701 in Jylland geboren). Seine Eltern waren vermutlich der dänische Kaufmann Anders Jensen Fiersløv (1658–1706) und seine norwegische Frau Anna Marie Michelsdatter Audensen geboren. Sein Nachname erscheint in den Schreibweisen Fersleff, Færslef, Fiersleff, Fiersløv, Ferslew u. ä. und geht auf die nordjütische Stadt Fjerritslev zurück, aus der sein Vater ursprünglich stammte. Dieser zog in jungen Jahren nach Norwegen, wo er Mathias’ Mutter, Tochter des Pastors in Kvæfjord heiratete. Vermutlich wurde er im Nordlandhandel, in dem auch sein Vater tätig war, ausgebildet und kam 1720 nach Kopenhagen, wo er Schreiber im dänisch-norwegischen Assignationsbüro der Rentenkammer wurde, wo er unter seinem entfernten Verwandten Frans Hansen Boye arbeitete. Vermutlich war er zeitweise auch als Proviantschreiber auf See tätig.

### Zeit in Illuerunnerit
Nachdem 1721 die Kolonialisierung Grönlands begonnen hatte, wurde Mathias Fersleff 1723 als unterer Handelsangestellter oder Schreiber in die Kolonie Håbets Ø in Illuerunnerit geschickt. Bereits am 2. April 1724 wurde er zum Handelsassistenten befördert und nahm als solcher ab dem 24. April an einer Walfangreise gen Norden in die Diskobucht teil, wo er mit der Bevölkerung handeln sollte. Wegen der starken Konkurrenz durch holländische Walfänger gelang es nur einen einzigen Wal zu fangen, aber Fersleff, der seit seiner Ankunft bereits gut Grönländisch gelernt hatte, hatte guten Kontakt zur Bevölkerung. Deswegen wurden die Handelsreisen in den folgenden Jahren intensiviert. Auf einer dieser Reisen im Januar 1726 geriet ihr Boot in einen Sturm und sank beim Versuch an Land zu kommen. Während eine Grönländerin und ihre Tochter ertranken, konnte Fersleff mit Müh und Not von Missionar Top gerettet werden, woraufhin sie noch zwei Tage in einer Schneehöhle ausharren mussten. Am 26. Mai 1727 erreichte die Kolonie ein Schiff mit der Kunde, dass Det Bergen Grønlandske Compagnie, die den Grönlandhandel leitete, bankrott war und das weitere Verfahren ungewiss war. Mit demselben Schiff fuhr Fersleff anschließend mit auf eine Inspektionsreise in die Diskobucht. Fersleff fertigte einen ausführlichen Bericht an und beschrieb hierbei verschiedene Örtlichkeiten, darunter Kohlevorkommen bei Aamaruutissat und die Viere Bay, das heutige Qasigiannguit, die er für den geeigneten Ort einer weiteren dänischen Kolonie hielt. Nach seiner Rückkehr fuhr er am 3. August 1727 angesichts der ungewissen Lage des Handels nach Europa zurück, wo er in Bergen überwinterte und sich verlobte. Der König hatte inzwischen sein Interesse an einer Fortführung der Kolonialisierung Grönlands bekanntgegeben und im März 1728 reiste Fersleff wieder nach Grönland, um erneut in die Diskobucht zu fahren. Zeitgleich wurde die Kolonie von Illuerunnerit nach Nuuk versetzt, wo sie den Namen Godthaab erhielt. Da das Wohnhaus noch nicht fertiggestellt war, mussten Fersleff und die anderen Männer vorübergehend auf ihrem Schiff einquartiert werden und schließlich wurden sie am 10. August wegen Platzmangel wieder nach Europa gesandt. Nach der Ankunft in Bergen am 31. August verfasste er dort am 14. September einen Brief, wo er empfahl drei weitere Kolonien in Grönland zu gründen. Diese sollten im äußersten Süden Grönlands, eine in Sisimiut und eine in Qasigiannguit liegen. Er erzählte auch, dass er von der grönländischen Bevölkerung in der Diskobucht gebeten worden war eine Kolonie dort zu gründen, da englische und holländische Walfängerschiffe sie bestahlen. Darüber hinaus berichtete er, dass die Bevölkerung von der Missionierung unter Hans Egede gehört hatte und nun auch wünschte, von Gott erzählt zu bekommen. Am 30. September 1728 heiratete er seine Verlobte Anna Larsdatter Hiller. Sie war zu diesem Zeitpunkt bereits schwanger und am 23. November wurde ihr Sohn Andreas getauft.

### Zeit in Nuuk
Am 19. März 1729 wurde Fersleff zum Kaufmann, Buchhalter und Proviantverwalter der Kolonie Godthaab ernannt und machte sich auf die Reise nach Grönland, wo er am 24. Mai ankam. Am 8. August bat er jedoch erneut darum, dass eine Kolonie in der Diskobucht gegründet werden sollte, wo er gerne als Kaufmann dienen wollte, aber der Vorschlag wurde auch diesmal nicht realisiert. Am 3. März 1730 wurde die Tochter Anna Magdalena geboren und am 7. Mai 1731 der Sohn Lars, der aber im Folgemonat starb. Die Kolonisierung verlief weiterhin nicht gut und wegen schlechter Finanzen wurde 1731 beschlossen Grönland aufzugeben und am 31. Juli 1731 musste er Grönland verlassen. Vermutlich ließ er sich anschließend in Kopenhagen nieder, wo er auch eine grönländische Pflegetochter mit hingenommen hatte. Der Kaufmann Jacob Severin hatte derweil Interesse an der Fortführung des Grönlandhandels gezeigt und schickte Fersleff wieder mit einem Schiff nach Grönland, wo er eine weitere Inspektionsreise unternehmen sollte. Dieser fuhr erneut in die Diskobucht, wo er erfolgreich Handel betrieb und anschließend südlich der Kolonie Godthaab. Anschließend verdeutlichte er Severin noch einmal die Wichtigkeit einer Koloniegründung in der Diskobucht. Jacob Severin war überzeugt und erhielt das Handelsmonopol über Grönland. Er realisierte auch Fersleffs Vorschlag und gründete 1734 die Kolonie Christianshaab in Qasigiannguit und stellte Fersleff dort als Kaufmann ein.

### Zeit in Qasigiannguit
In den ersten beiden Jahren wurden die Kinder Thomas und Adelus Kirstine geboren. 1737 brach eine Dysenterieepidemie aus, an der auch Fersleff schwer erkrankte, aber er wurde von Poul Egede gesundgepflegt. Am 1. Januar 1739 kam es zu einem Föhnsturm in Qasigiannguit, wie er dort aufgrund der Lage der Kolonie häufig auftrat, und beschädigte das Wohnhaus, wobei Fersleff schwer verletzt wurde und erneut von Poul Egede behandelt werden musste. Fersleff berichtete in den ersten Jahren von der großen Konkurrenz durch holländische Walfängerschiffe und Severin erhielt daraufhin das Recht, seine Handelsschiffe zu bewaffnen. Fersleff ließ schließlich im Juni 1739 vier niederländische Handelsschiffe bombardieren.

### Zeit als Bürgermeister
Kurz darauf kehrte er heim und bewarb sich um verschiedene Anstellungen in Dänemark und Norwegen, aber vorerst erfolglos. Am 25. April 1740 starb seine Frau. Am 12. Januar 1741 bat er darum, als freier Kaufmann im bisher unkolonisierten Südgrönland tätig zu sein, aber Jacob Severin lehnte ab, da er das Handelsmonopol innehatte. Nur einen Monat später wurde er am 24. Februar 1741 zum Bürgermeister von Helsingør ernannt. Kurz darauf heiratete er am 3. Mai 1741 in zweiter Ehe in Kopenhagen Anna Kirstine Dalager (1718–1790), eine Schwester von Lars Dalager (um 1719–1772) und Carl Dalager (1726–1799). Im Folgejahr heiratete Jacob Severin eine weitere Schwester, womit dieser Fersleffs Schwippschwager wurde. Aus der zweiten Ehe gingen zwei Söhne und sieben Töchter hervor, von denen ein Sohn und zwei Töchter jung starben. Auch als Bürgermeister hatte er Grönland noch nicht ganz beiseite gelegt und er wurde Ende 1746 um seinen Vorschlag zur weiteren Verfahren für Handel und Mission in Grönland gebeten. Er empfahl die Gründung einer Kolonie in Südgrönland, in der sich Isländer und Norweger niederlassen sollten. Als Jacob Severins Handelsmonopol 1750 auslief, schrieb Fersleff die neuen Handelsrichtlinien für Grönland. Nach über 22 Jahren im Amt starb Fersleff am 18. März 1763. Seine Witwe starb erst 1790.